# 29750 Chleborad
29750 Chleborad (1999 CA3) là một tiểu hành tinh vành đai chính được phát hiện ngày 8 tháng 2 năm 1999 bởi C. W. Juels ở Fountain Hills.